# Nätkilli
Nätkilli (Aplocheilus panchax) är en fiskart som först beskrevs av Hamilton 1822.  Nätkilli ingår i släktet Aplocheilus och familjen Aplocheilidae. IUCN kategoriserar arten globalt som livskraftig. Inga underarter finns listade i Catalogue of Life.